# カラヴォーニカ
カラヴォーニカ(伊: Caravonica)は、イタリア共和国リグーリア州インペリア県にある、人口約300人の基礎自治体（コムーネ）。

## 地理

### 位置・広がり

#### 隣接コムーネ
隣接するコムーネは以下の通り。
- ボルゴマーロ
- チェージオ
- キウザーニコ
- ピエーヴェ・ディ・テーコ

### 地震分類
イタリアの地震リスク階級 (it) では、3 に分類される
。